# Silvestro di Chalon-sur-Saône
Silvestro (... – Chalon-sur-Saône, 20 novembre VI secolo) è stato un vescovo franco di Chalon tra V e VI secolo, venerato come santo dalla Chiesa cattolica.

## Biografia e culto
Nel Liber in gloria confessorum, Gregorio di Tours parla di lui come di un santo vescovo, morto nel 42º anno del suo sacerdozio. Fu lui a conferire la tonsura a san Cesario d'Arles, dunque era già vescovo nel 486. Storicamente è documentato in due occasioni, per la sua partecipazione al concilio di Epaon del 517 e a quello di Lione, celebrato tra il 518 e il 523.
Le sue reliquie furono traslate dal vescovo Gerbaldo di Chalon nell'878 e papa Giovanni VIII ne ammise il culto, assieme a quello di sant'Agricola. Nel martirologio di Adone di Vienne (IX secolo) è commemorato il 20 novembre. A questa stessa data il Martirologio Romano lo ricorda con queste parole: